# João Nilton dos Santos Souza
Dom João Nilton dos Santos Souza (Amargosa, 2 de setembro de 1943) é um bispo emérito católico brasileiro, da Diocese de Amargosa, tendo sua renúncia ao governo da Diocese aceita em 10 de junho de 2015, pelo Papa Francisco.